# Zdenka Kašparová
Zdenka Kašparová (rozená Hoznauerová, 3. dubna 1913 Pečky – 13. března 2023 Úvaly) byla česká stoletá žena, která byla v letech 2022–2023 nejstarší žijící osobou v České republice.

## Život
Narodila se 3. dubna 1913 v Pečkách. Od října 1938 až do svého úmrtí v březnu 2023 bydlela v rodinném domě v ulici U Výmoly v Úvalech. Vyučila se dámskou krejčovou. Šití a módě se pak věnovala celý život.
K jejím 108. narozeninám v dubnu 2021 jí přišel poblahopřát tehdejší starosta města Petr Borecký a paní Lucie Křivancová ze sociálního odboru úvalského úřadu. Vzhledem k epidemii koronaviru proběhla gratulace oknem domu paní Kašparové.
Nejstarší žijící osobou v České republice se stala po úmrtí 109leté Lidmily Junkové 26. srpna 2022.
Zemřela v Úvalech 13. března 2023 ve věku 109 let a 344 dní.